# Trisopsis acicularis
Trisopsis acicularis är en tvåvingeart som beskrevs av Boris Mamaev 1961. Trisopsis acicularis ingår i släktet Trisopsis och familjen gallmyggor. Inga underarter finns listade i Catalogue of Life.